# Beneharnum
Beneharnum era una ciudadela (oppidum) del sudoeste de la provincia romana de Aquitania, en Galia (en el actual departamento francés de Pirineos Atlánticos). Fue elevada al rango de ciudad hacia el siglo III d. C. con el nombre de Civitas Beneharnensium, tomado de la tribu que habitaba la zona, los Venarni. Se desconoce su nombre prerromano. A su vez, probablemente Beneharnum fue el origen del nombre actual de la comarca de Bearn.
La ciudad aparece mencionada dos veces en el Itinerario de Antonino:
- en el itinerario Caesaraugusta (Zaragoza) - Beneharnum, que pasaba por Somport y Olorón.
- en el itinerario Aquae Tarbellicae (actual Dax) - Tolosa (Toulouse).

Se sabe también que fue sede episcopal al menos hasta el siglo VI. Uno de sus obispos, Galactorio, asistió al concilio de Agde en 506 y otro, Sabino, al II concilio de Macon en 585.
En el año 844 u 848 los vikingos arrasaron Beneharnum, que fue abandonada. Un siglo y medio más tarde se fundó, sobre una colina próxima a las ruinas de la ciudad, un monasterio que fue el embrión de un nuevo poblado llamado Lescar, que aún existe hoy día.
El término Beneharnum también designaba al territorio gobernado por la ciudad, que se cree coincidía con el de la posterior diócesis de Lescar y con los límites originales del vizcondado de Béarn.
La ubicación de la ciudad perdida de Beneharnum fue motivo de controversia para los historiadores desde el siglo XVI. Hasta 1620 la mayoría opinaba que se trataba de la actual Orthez. Hoy día nadie pone en duda que se trate de las ruinas halladas en las cercanías de Lescar.